# Kelsey Smith

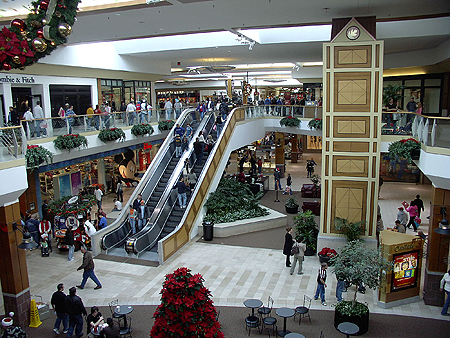
Oak park mall

Kelsey Ann Smith (Kansas, 1989. május 3. – Kansas, 2007. június 2.) kansasi tizenéves lány volt. 2007. június 2-án tűnt el az Overland Park-i Oak Park Mall bevásárlóközpont parkolójából, majd az esti órákban gyilkosság áldozatává vált. Holttestét négy nappal az eltűnése után találták meg a közeli Longview Lake-ben.

## Története
Kelsey-t este 19:09-kor látták utoljára a Target üzlet parkolójában, az Oak Park Mall bevásárlóközpont mögött. A rendőrség, hatóságok, és a média is hatalmas kampányt indított megtalálása érdekében. A Target üzlet biztonsági kamerái rögzítették, ahogy Kelsey ajándékot vásárolt a 
barátjának, akivel hat hónapja voltak együtt, ezt szerette volna megünnepelni. Ezután elhagyta az üzletet, és eltűnt. Mintegy két óra múlva, az autóját megtalálták a parkolóban. A csekkfüzetét illetve a pénztárcáját is a járműben hagyta. A Target üzletlánc nagyon sok biztonsági kamerát használ, így ezek a felvételek gyakran bizonyítékként szolgálnak. Nagyon szilárd bizonyíték volt arra, hogy elrabolták; a felvételek tisztán megmutatják, hogy valaki bekényszeríti egy kocsiba.

### Keresése
A rendőrségi nyomozók hamar megtalálták az áldozat testét, mert Kelsey telefonja bekapcsolva maradt, így a telefonszolgáltató segítségével végig lehetett követni merre hurcolták. A jelek a közeli Longview Lake környékén szakadtak meg, így a kutatást itt kezdték el. 2007. június 6-án, helyi idő szerint 13:30-kor a nyomozók megtalálták a halott lány testét. Ez a hely 30–32 km-re volt 
az eltűnési helyétől. A későbbi vizsgálatok kimutatták, hogy a halál oka fulladás, ami fojtogatásra utal.

### Elkövető
A biztonsági kamera felvételeit elemezve rájöttek, hogy az elkövető a 26 éves Edwin Roy „Jack” Hall volt. 2007. augusztus 1-jén, Hall ellen vádat emelt a Johnson megyei esküdtszék gyilkosság és nemi erőszak vádjával, ami elég volt a halálbüntetéshez is. Hall beismerő vallomást tett, így 2008. szeptember 16-án a Johnson megyei bíró, Peter V. Ruddick elítélte Hallt teljes életfogytiglanra, a szabadlábra helyezés lehetősége nélkül.

## Kelsey's Army
A Kelsey's Army – Kelsey Smith Alapítvány – a lány szülei által létrehozott szervezet. A nonprofit alapítvány célja hogy megelőzzék a hasonló eseteket, felkészítsék a fiatalokat arra, hogy mit kell tenni ha megtörténik a baj. Gimnáziumokban és más
iskolákban tartanak előadásokat ezzel kapcsolatban. Továbbá minden évben megrendeznek egy jótékonysági golfbajnokságot.